# Сара Бейкуел
Сара Бейкуел (на английски: Sarah Bakewell) е английска писателка.

## Биография
Родена е през 1962 г. в крайморския град Борнмът, Англия, където родителите ѝ поддържат малък хотел. Когато е на 5, родителите ѝ организират двегодишно пътешествие с каравана из Индия, след което се установяват в Сидни, Австралия. Там баща ѝ се занимава с търговия на книги, а майка ѝ е библиотекарка.
Завършва Есекския университет и известно време работи в книжарници.
Дебютната ѝ авторска книга е романът „Умният“ (2001), вдъхновена от съдебно дело за фалшифициране от 18 век.
През 2005 г. публикува първата си биография – „Английският датчанин“, биография на датския революционер англофил, полярен изследовател, крал на Исландия, затворник в Англия, експулсиран след затвора Нюгейт в Тасмания, и автор на брилянтни пътеписи Йорген Джорджънсън.
През 2010 г. публикува „Как да живеем“, биография на Мишел дьо Монтен.
„В кафенето на екзистенциалистите“ (2016) представя развитието на важното за интелектуалната история на 20 век движение екзистенциализъм, като го описва чрез живота на неговите създатели – Жан-Пол Сартър и Симон дьо Бовоар, както и на цяла плеяда последователи и съмишленици – Албер Камю, Морис Мерло Понти, Айрис Мърдок и др.
Живее в Южен Лондон и работи за Националния тръст за обекти с историческа и природна стойност.

## Признание и награди
През 2011 г. става носител на National Book Critics Circle Award за книгата „Как да живеем“.